# 牧野成春
牧野 成春（まきの なりはる）は、下総関宿藩の第2代藩主。のちに三河吉田藩の初代藩主。成貞系牧野家2代。
天和2年（1682年）10月23日、牧野氏家臣の大戸吉房の子として江戸で生まれ、関宿藩主牧野成貞の養子となる。元禄8年（1695年）11月29日、成貞の隠居により家督を継ぐ。宝永2年（1705年）に7000石加増の8万石で三河吉田藩に加増移封された。
しかし病弱で、一度も城主として在城することもなく、宝永4年（1707年）3月26日に死去した。享年26。跡を子の成央が継いだ。

## 系譜
父母
- 大戸吉房（実父）
- 大戸吉勝の娘（実母）
- 牧野成貞（養父）

正室
- 松平清照の娘

子女
- 牧野成央（長男）生母は正室
- 牧野成福
- 牧野長三郎
- 牧野大蔵